# Prîmorskîi Posad, Prîazovske

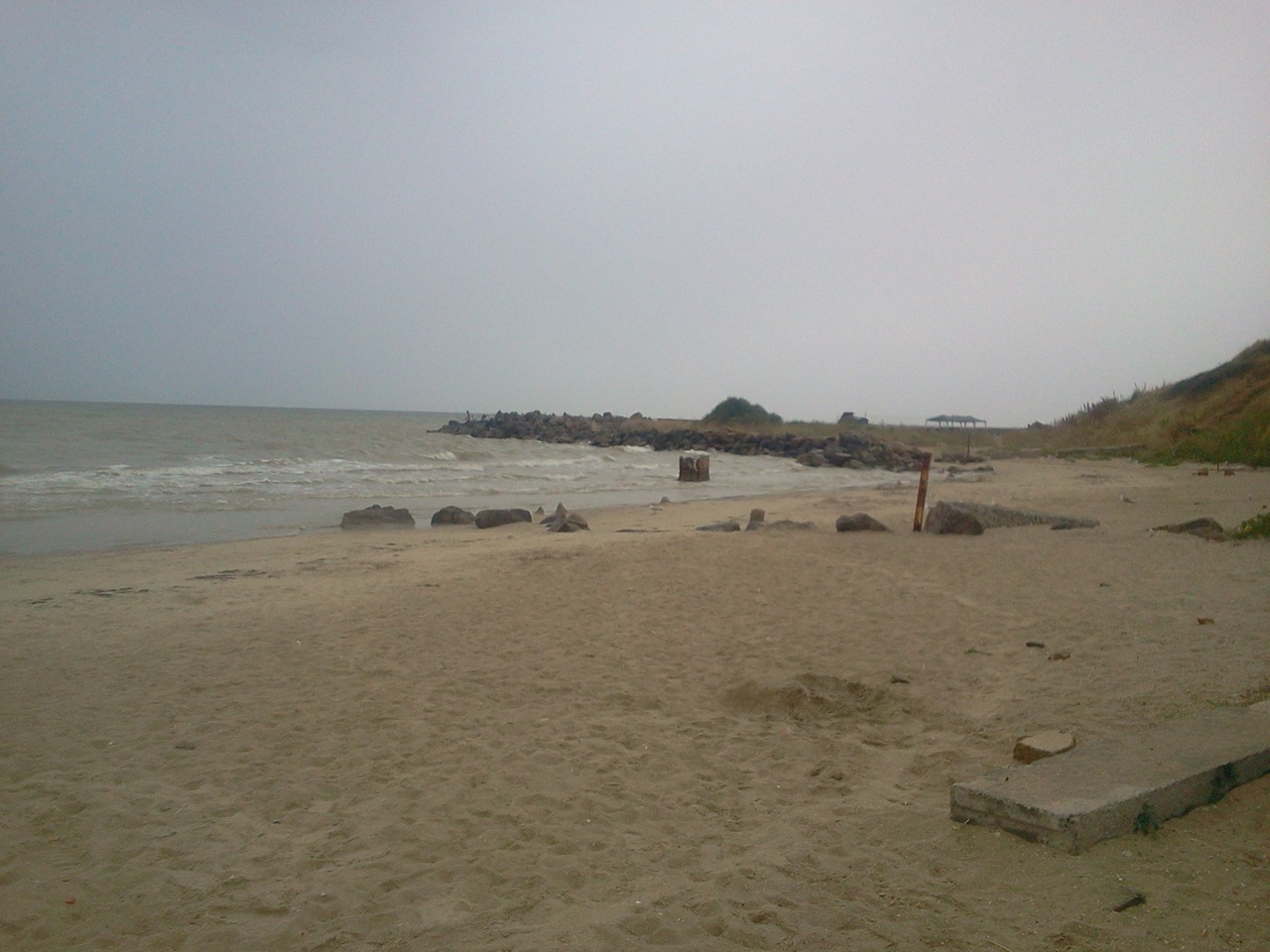

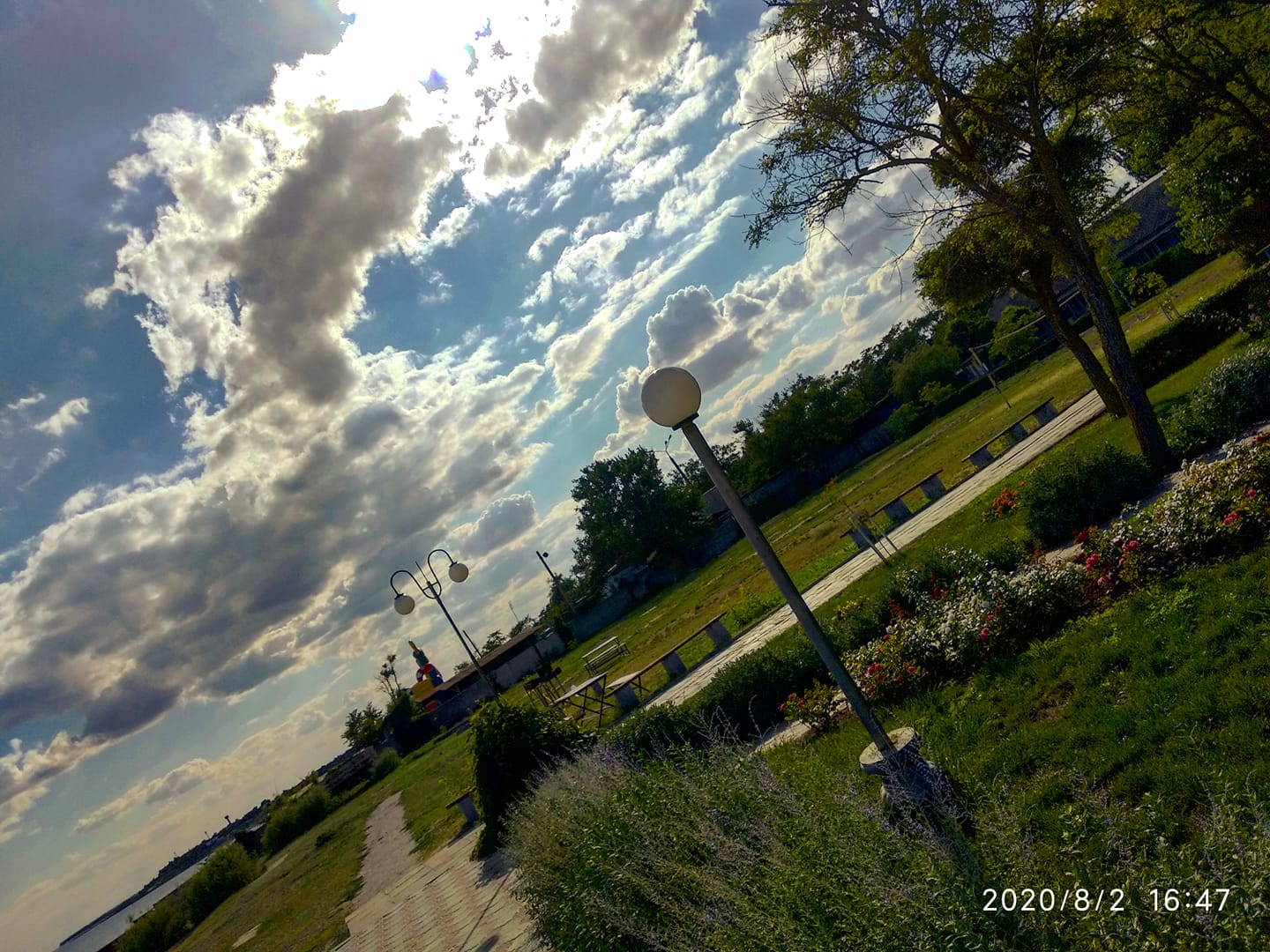

Prîmorskîi Posad (în ucraineană Приморський Посад) este o comună în raionul Prîazovske, regiunea Zaporijjea, Ucraina, formată numai din satul de reședință.

## Demografie
Componența lingvistică a comunei Prîmorskîi Posad
     Ucraineană (76,92%)
     Rusă (22,42%)
     Alte limbi (0,66%)
Conform recensământului din 2001, majoritatea populației comunei Prîmorskîi Posad era vorbitoare de ucraineană (76,92%), existând în minoritate și vorbitori de rusă (22,42%).